# Gymnophryxe africana
Gymnophryxe africana là một loài ruồi trong họ Tachinidae.